# Shoranur
Shoranur (o Shornur) è una suddivisione dell'India, classificata come municipality, di 42.022 abitanti, situata nel distretto di Palakkad, nello stato federato del Kerala. In base al numero di abitanti la città rientra nella classe III (da 20.000 a 49.999 persone).

## Geografia fisica
La città è situata a 10° 46' 0 N e 76° 16' 60 E e ha un'altitudine di 48 m s.l.m..

## Società

### Evoluzione demografica
Al censimento del 2001 la popolazione di Shoranur assommava a 42.022 persone, delle quali 19.995 maschi e 22.027 femmine. I bambini di età inferiore o uguale ai sei anni assommavano a 4.266, dei quali 2.194 maschi e 2.072 femmine. Infine, coloro che erano in grado di saper almeno leggere e scrivere erano 35.139, dei quali 17.056 maschi e 18.083 femmine.